# Ingeborg Schild
Ingeborg Schild geb. Dieckmann (geboren am 30. September 1927 in Arnsberg; gestorben am 6. November 2022 in Aachen) war eine deutsche Bauhistorikerin, Professorin an der RWTH Aachen und Autorin architekturhistorischer Publikationen.

## Leben

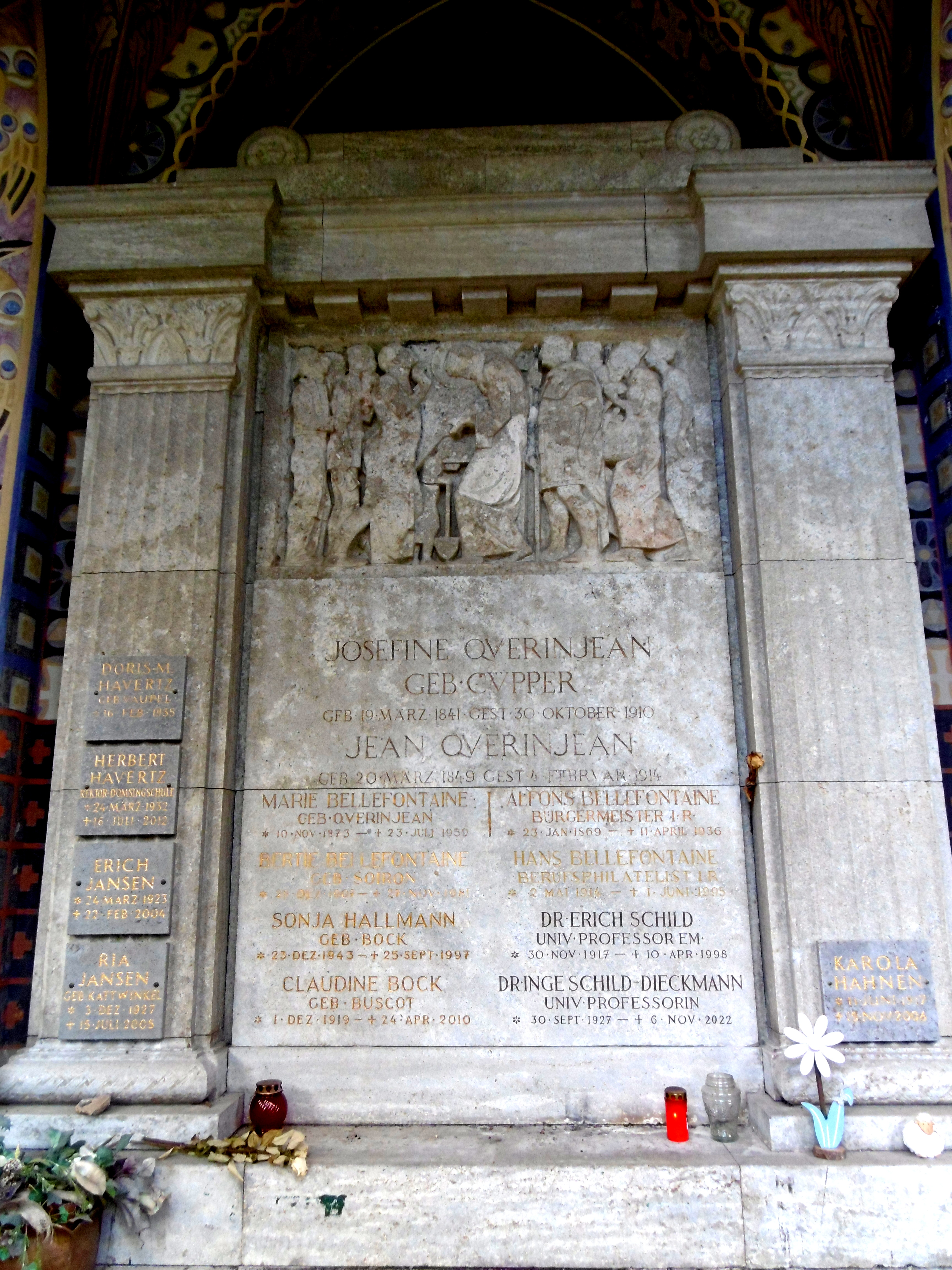
Grabstätte im Campo Santo

Ingeborg Schild war die Tochter des Architekten Karl Dieckmann und dessen Ehefrau Elisabeth Dieckmann, geb. Vorberg. Nach dem Besuch der Oberschulen in Aachen, Holzminden und Zichenau legte sie am 25. März 1947 an der Oberschule in Holzminden die Reifeprüfung ab, bevor sie vom 15. Mai bis zum 18. November 1947 ein Praktikum in einer Tischlerei absolvierte. Hieran schloss sich vom 1. April bis zum 30. August 1948 ein Semester an der Staatsbauschule in Holzminden an, ehe sie am 1. Oktober 1948 bei der Fachabteilung für Architektur der Technischen Hochschule in Aachen ihr Studium aufnahm (Abschluss: Dipl.-Ing.; Hauptprüfung: 2. März 1953). Vom 15. März 1953 bis 31. Mai 1957 war Ingeborg Dieckmann Mitarbeiterin im Architekturbüro des Aachener Architekten Benno Schachner und dort insbesondere im Bereich der Krankenhausbauten tätig. In dieser Zeit heiratete sie am 27. März 1954 den damaligen Privatdozenten für Baukonstruktionslehre und späteren Professor an der RWTH Aachen, Erich Schild, mit dem sie in Aachen auch ein Architekturbüro unterhielt.
Zum 1. Juni 1957 wechselte Ingeborg Schild dann als wissenschaftliche Assistentin an den Lehrstuhl für Baugeschichte und Denkmalpflege der RWTH Aachen unter Willy Weyres, wo sie insbesondere mit der Betreuung der Bauaufnahme betraut wurde. Weyres war auch ihr Referent, als sie 1965 mit der Dissertation Die Brüder Cremer und ihre Kirchenbauten zum Doktor-Ingenieur promovierte. Korreferent war ebenso wie 1957 bei der Promotion ihres Mannes Wolfgang Braunfels. Zum 1. Oktober 1965 erhielt Ingeborg Schild ihre Ernennung zur Oberingenieurin. 1970 habilitierte sie mit der Monographie zu dem Ingenieur-Architekten Theodor August Stein (vgl. Schriften). Nachfolgend lehrte sie von 1973 bis zu ihrer Emeritierung 1992 an der RWTH Aachen im Fach Baugeschichte. Seit dem 28. Januar 1980 hatte sie, an der Seite von Günter Urban, am Lehrstuhl für Baugeschichte und Denkmalpflege an der Fakultät für Architektur der RWTH Aachen eine Professur inne.
Am 1. Juli 2006 wurde Ingeborg Schild zum Ehrenmitglied des Rheinischen Vereins für Denkmalpflege und Landschaftsschutz gewählt. Im Jahr 1971 trat sie dem Verein bei, seit 1989 war sie Beiratsmitglied.
Ingeborg Schild fand ihre letzte Ruhestätte im Campo Santo auf dem Aachener Westfriedhof.

## Schriften (Auswahl)
- Die Brüder Cremer und ihre Kirchenbauten (=Veröffentlichungen des bischöflichen Diözesanarchivs Aachen, Band 23). Kühlen, Mönchengladbach 1965 (zugleich Dissertation, RWTH Aachen 1965).
- Theodor August Stein. Das Lebenswerk eines Ingenieur-Architekten im 19. Jahrhundert. (zugleich Habilitationsschrift, RWTH Aachen 1970).
- Klöster. In: Eduard Trier, Willy Weyres (Hrsg.): Kunst des 19. Jahrhunderts im Rheinland. Band 1, Architektur I. Kultusbauten. Schwann, Düsseldorf 1980, ISBN 3-590-30251-8, S. 347–355.
- Konvikte und Seminare. In: Eduard Trier, Willy Weyres (Hrsg.): Kunst des 19. Jahrhunderts im Rheinland. Band 1., Architektur I. Kultusbauten. Schwann, Düsseldorf 1980, ISBN 3-590-30251-8, S. 357–361.
- Theater. In: Eduard Trier, Willy Weyres (Hrsg.): Kunst des 19. Jahrhunderts im Rheinland. Band 2., Architektur II. Profane Bauten und Städtebau. Schwann, Düsseldorf 1980, ISBN 3-590-30252-6, S. 173–190.
- Stolberg-Breinig (= Rheinische Kunststätten, Heft 320). Rheinischer Verein für Denkmalpflege und Landschaftsschutz, Neuss 1987, ISBN 3-88094-579-9.
- mit Elisabeth Janssen: Der Aachener Ostfriedhof (= Aachener Beiträge für Baugeschichte und Heimatkunst, Band 7). J. A. Mayer, Aachen 1991, ISBN 3-87519-116-1.
- mit Reinhard Dauber: Bauten der Rheinisch-Westfälischen Technischen Hochschule Aachen (= Rheinische Kunststätten, Heft 400). Rheinischer Verein für Denkmalpflege und Landschaftsschutz, Neuss 1994, ISBN 3-88094-769-4.